# 的黎波里旅
的黎波里旅（英文：Tripoli Brigade）是2011年利比亚内战中利比亚国民解放军创建的一支军队，成立于2011年4月，最早活动于班加西的反对派大本营，后来迁到奈富塞山（英文：Nafusa Mountains），接近于的黎波里前线。2011年奈富塞山战役时，大约有475名那鲁特人参加，并效忠于利比亚国家过渡委员会。几个月后，他们占领了奈富塞山。他们受过卡塔尔武装的特殊训练，他们的目标是控制利比亚的关键位置。的黎波里之战中，的黎波里旅最先攻进的黎波里，所以被认为是反对派的精锐部队。
2018年12月3号，的黎波里旅与其他三个民兵组织合并为的黎波里防卫力量（Tripoli Protection Force）